# نبط (ينبع)
نبط قرية من قرى محافظة ينبع والتابعة لمنطقة المدينة المنورة في السعودية، وتقع تحديداً بين محافظة العيص ومحافظة ينبع.

## وصلات خارجية
- موقع إمارة المدينة المنورة